# Aeródromo de Zacacoyuca
El Aeródromo de Zacacoyuca (Código ICAO:MM62 - Código FAA: MM2B - Código DGAC: ZKA) comúnmente conocido como aeródromo de Iguala, es un pequeño aeropuerto ubicado 2 kilómetros al noreste del poblado de Zacacoyuca en el municipio de Iguala, Guerrero, México. El aeródromo cuenta con una pista de aterrizaje sin iluminar de orientación 08/26 de 1710 metros de longitud y 29 metros de ancho, además de una plataforma de aparcamiento con 2 helipuertos de 5950 metros cuadrados y 2 hangares. Su frecuencia de radiocomunicación es 122.5.

## Accidentes e incidentes
- El 8 de diciembre del 2017 una aeronave Cessna 150 perteneciente a Escuela de vuelo Aeropacífico con matrícula XB-MNB partió del Aeropuerto de Cuernavaca en un vuelo de instrucción hacia el Aeródromo de Iguala. La aeronave perdió contacto con la torre por lo que se iniciaron labores de búsqueda, siendo localizada al día siguiente a 100 metros de la pista de aterrizaje en Zacacoyuca, dicha aeronave se encontraba incinerada y los 2 tripulantes murieron.[2][3][4]